# 大泽山石刻及智藏寺墓塔林
大泽山石刻及智藏寺墓塔林，位于中华人民共和国山东省青岛市平度市大泽山镇高家村，是中华人民共和国全国重点文物保护单位之一。
2006年12月7日，公布为山东省文物保护单位，2013年5月公布为全国重点文物保护单位，是一座石窟寺及石刻。